# 멧돼지
멧돼지(영어: wild boar 또는 wild pig, 학명: Sus scrofa 수스 스크로파[*])는 멧돼지과에 속한 가축화된 돼지의 조상으로 산돼지, 유라시아멧돼지, 야생돼지라고도 일컫는다. 본래는 유라시아·북아프리카·대순다 열도 등지 대부분의 지역에 분포하였으며, 인간의 영향으로 점차 오스트레일리아·파푸아뉴기니·폴리네시아·카리브해·사하라 사막 이남 아프리카 등으로 퍼져나가 멧돼지과 내에서는 물론 세계에서 가장 널리 분포하는 포유류 가운데 하나가 되었다. 전세계적으로 개체 수가 무척 많고 적응력이 뛰어나 현재로서는 멸종의 우려가 없는 수준으로, 원래 없었다가 도입된 지역에서는 달갑지 않은 외래종으로 여겨진다. 플라이스토세 전기 동남아시아에서 진화한 종으로서 다른 멧돼지과 동물들과 경쟁하여 생존하면서 구세계 각지로 퍼져나갔을 것으로 추정된다.
1990년까지 도합 16종의 아종이 밝혀졌고, 이 아종들은 서식지와 두개골, 누골 길이에 따라 다시 네 가지 부류로 나뉜다. 암컷과 새끼들로 이루어진 모계 가족단위로 생활하며 장성한 수컷은 번식기를 빼면 홀로 지낸다. 극동아시아·대순다 열도를 제외한 대부분의 지역에서 불곰, 호랑이가 최대 천적이며 나머지 지역에서는 회색늑대, 들개, 사냥개, 담비, 표범, 스라소니, 아시아사자, 아시아치타, 바다악어, 코모도왕도마뱀, 아나콘다 등이 그 자리를 대체한다. 역사를 통틀어 인간과 매우 밀접한 관계에 있었던 동물로서 식량을 제공하는 주요 사냥감의 역할을 했고 일부는 가축화되어 집돼지가 되기도 하였으며, 신대륙 및 오스트레일리아에서는 멧돼지와 집돼지의 교잡종이 생기기도 하였다.

## 멧돼지의 몸
몸길이 최대 180cm, 어깨높이 0.45~1m, 몸무게는 50~300kg이다. 머리는 원뿔형으로 크고 몸과의 구별이 확실하지 않다. 네 다리는 짧고 가늘며 겉보기와는 달리 빨리 달린다. 몸색은 어두운 갈색에서 엷은 갈색에 이르기까지 변화가 많다. 아시아 멧돼지는 머리 꼭대기로부터 등 중앙에 걸쳐 긴 센털이 많이 나 있다. 그러나 유럽 멧돼지는 털이 그다지 발달해 있진 않다. 또 아시아계의 멧돼지에는 윗입술로부터 볼에 걸쳐 흰털의 선이 있으나 유럽계의 멧돼지에는 없다.
멧돼지는 예리한 송곳니가 있는데 아래턱에 있는 송곳니는 일생 동안 계속 자라 큰 엄니가 된다. 엄니는 마치 칼날 같으며 적을 공격하거나 위험에 처했을 때 긴요한 무기가 된다. 셋째와 넷째 발가락으로 몸을 지탱하며 둘째와 다섯째 발가락은 퇴화하여 작아져 땅에 닿지 않는다. 코뼈는 가늘고 길며 잘 발달되어 있기 때문에 땅 속의 먹이를 파내는 데도 적합하다. 위는 되새김위가 아니며 장(腸)의 길이는 몸길이의 15배로 같은 잡식성인 사람의 8배와 비교하여 볼 때 거의 약 2배가 된다. 또한 사람들은 대부분 줄무늬 멧돼지와 멧돼지가 다르다고 생각하지만 실제로는 아니다.

## 생태

### 거주지
멧돼지는 깊은 산, 활엽수가 우거진 숲 속에서 살기를 좋아하며 눈이 많고 추위가 심해지면 야산으로 내려오는 경우도 있다. 보금자리는 양지바른 곳에 땅을 파고 앞쪽이 트이게 입구를 파서 적의 공격에 대비한다.

### 먹이와 천적
과일과 나무뿌리를 먹고, 당근, 무, 오이, 호박, 배추, 버섯, 가지, 산나물까지 먹을만큼 억척스럽다. 긴 주둥이로 땅을 파헤치고 속에 있는 감자, 고구마, 나무뿌리뿐만 아니라 풀뿌리까지 닥치는 대로 먹는다. 유럽 멧돼지는 수십마리 무리를 만든다. 낮에는 비자나무, 대나무가 우거진 곳에서 쉬고 저녁 때부터 행동한다.
천적으로는 호랑이, 표범, 스라소니, 아시아사자, 늑대, 승냥이, 담비, 하이에나, 카라칼, 바다악어, 코모도왕도마뱀, 아나콘다, 비단뱀 등이 있다.
그러나 사냥에 의한 위험이 적을 때는 낮(오전9시~오후5시)에 행동하는 경우도 있다. 행동권은 지형에 따라 다르지만 4~8km, 때로는 30km 이상도 돌아다닌다. 헤엄을 잘 치며 수km의 강이나 해협을 헤엄쳐 건너는 경우도 있다. 시력은 나쁘나 청각과 후각이 발달해 있다. 상추나 깻잎도 가리지 않고 잘 먹으며 상추뿐만 아니라 부추와 양파나 파, 마늘 등 백합과 식물을 먹기도 하고 호박잎이나 콩잎 등을 먹는 초식성이다. 또한 벼, 보리, 콩, 옥수수 등의 작물을 즐겨 먹기 때문에 포획이 허가되어 있는 지역이 많다.

### 번식

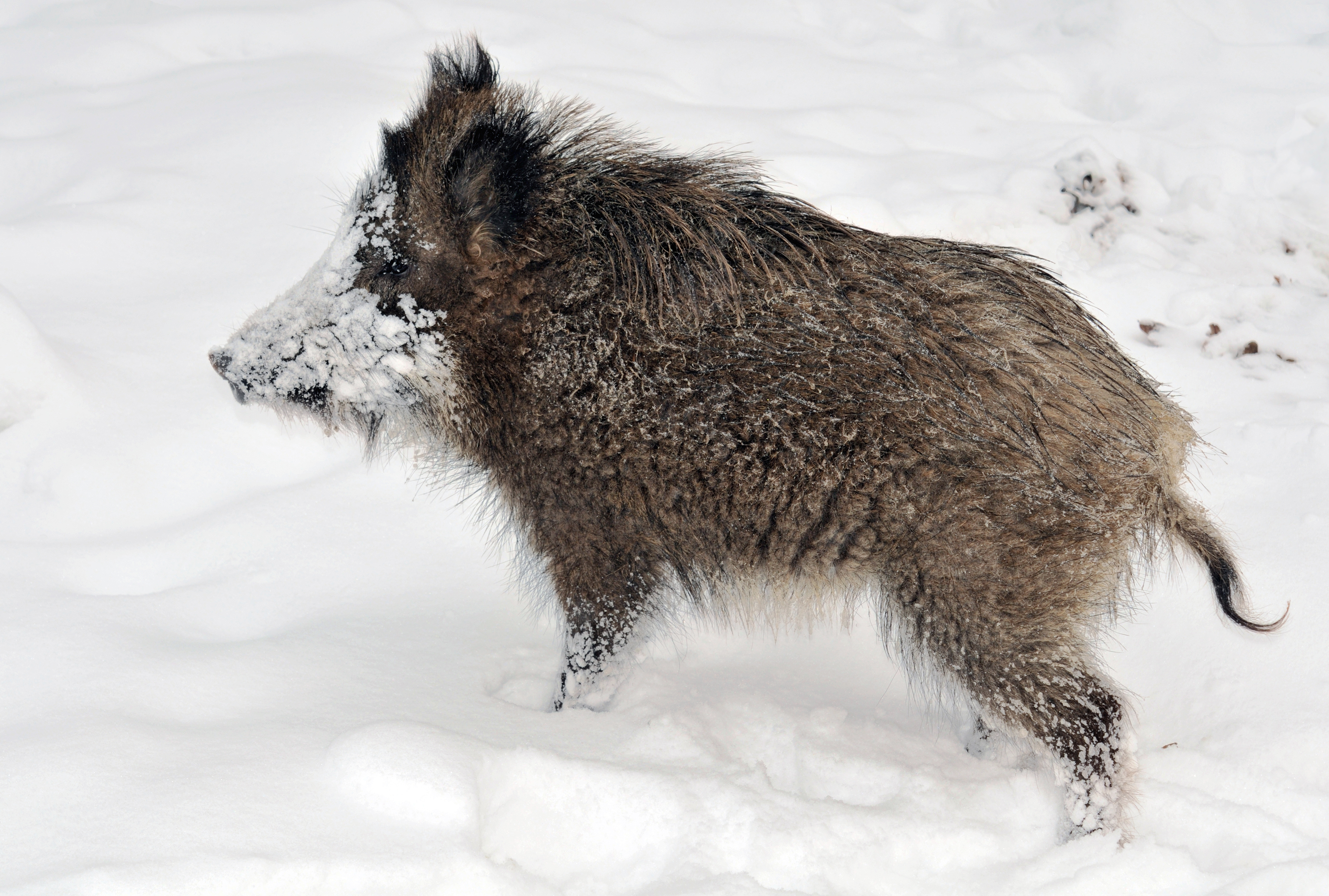
아기 멧돼지

번식기는 1년에 한 번이고 교미기는 11월~1월 사이이다. 교미기에는 암컷을 차지하기 위해 수컷끼리 발달한 엄니를 사용해서 싸운다. 엄니가 닿는 목이나 어깨의 피부가 단단하고 피하지방이 두꺼우므로 죽은 경우는 거의 없다. 교미기가 끝나면 수컷은 다시 단독생활로 돌아간다. 암컷은 출산시기가 가까워지면 숲이나 풀이 무성한 곳에 출산장소를 만든다. 임신기간은 4개월 정도이며 3~8마리의 새끼를 낳는다. 태어난 직후의 새끼는 눈을 뜨고 있으며 곧 걸어다닐 수 있으나 얼마 동안은 보금자리에서 나오지 않는다. 태어난 지 3개월이면 젖을 떼지만 그 후에도 어미가 돌본다. 수컷은 새끼를 돌보지 않는다.
새끼의 엷은 갈색 몸에는 노란색과 흰색의 줄무늬가 수평 방향으로 몇 개 있어 보호색이 되고 있다. 이 줄무늬 모양은 처음 영구치가 나오는 생후 5개월 무렵 없어져서 어미와 같은 센털로 변한다. 짝짓기를 할 수 있는 때는 약 18개월 후이다. 동물원에서의 수명은 약 20년이나 자연상태에서는 호랑이 등의 천적이나 사냥에 의해 생후 5년을 넘는 개체가 적다. 멧돼지는 한반도에서는 개체수가 많은 대형 포유동물이다.

### 인간과 피해 문제
한반도에서는 멧돼지의 개체 수의 급격한 증가 현상이 발생하고 있다. 멧돼지의 개체 수가 급격히 증가한 데에는 불곰, 호랑이, 표범, 스라소니, 늑대와 같은 포식자가 야생에서 절멸한 것과, 1990년대 말부터 진행한 지방 자치 단체의 산림, 녹지 복원 사업으로 인해 멧돼지의 서식 환경이 좋아진 것, 그리고 밀렵에 대한 단속이 강화된 것에 기인한다. 천적이 없어 한반도 내 최상위 포식자가 된 멧돼지의 자연적인 개체 수 조절이 불가능한 상황이므로, 이에 수렵을 통해 인위적으로 개체 수를 조절하고 있으나 멧돼지의 강한 번식력으로 인해 어려움을 겪고 있다. 대한민국 환경부의 자료에 의하면, 2018년 대한민국 전역에서 포획된 멧돼지가 5만 412마리에 해당하는 것으로 나타나, 2012년의 1만 4370마리에 비해 3배 이상에 달하는 것으로 나타났다.
멧돼지의 개체 수 증가로 인해 인간 활동에도 상당한 영향을 끼치고 있다. 멧돼지 개체 수가 증가하면서 서식지와 먹이가 줄어들어, 번식기에 먹이 활동을 위해 도심 혹은 농가에 출몰하여 재산 및 신체 상의 피해를 입히기도 한다. 농작물이 열매를 맺는 여름철 이후에 나타나 과일이나 고구마, 벼와 같은 농작물을 먹어 치워 농가에 피해를 입히며, 도심으로 내려온 멧돼지는 먹이 활동을 하다가 때로는 사람을 공격하기도 해서 인명 피해도 발생한다. 2018년 1월에는 경상북도 예천군에서 60대 남성이 멧돼지에 물려 사망하는 사건도 발생하였다. 대한민국 소방청의 자료에 의하면 2016년부터 2018년까지 멧돼지 포획으로 인한 소방대원의 출동 건 수가 연 평균 3,338건에 이른다고 발표하였다.
멧돼지에 의한 피해를 막기 위해 지방 자치 단체에서는 매년 멧돼지 집중 포획 기간을 설정하고 엽사(獵師)를 동원하여 멧돼지 소탕 작전을 벌이고 있으며, 멧돼지 포획에 따른 포상 수당을 지급하고 있다.

## 같이 보기
- 돼지